# Calum Willock
Calum Willock (Lambeth, 29 ottobre 1981) è un ex calciatore nevisiano, di ruolo attaccante.

## Carriera

### Club
Dopo aver giocato nelle giovanili del Fulham esordisce in prima squadra con i Cottagers durante la stagione 2000-2001, quando all'età di 19 anni gioca una partita nella seconda divisione inglese, campionato che il club vince. Nella stagione successiva gioca invece 2 partite in prima divisione, mentre nella stagione 2002-2003, trovando poco spazio, nel mese di novembre del 2002 viene ceduto in prestito in terza divisione al QPR, con cui gioca 3 partite di campionato senza mai segnare, tornando poi al Fulham, con cui nella seconda metà della stagione gioca altre 2 partite in prima divisione; inizia poi la stagione 2003-2004 con un prestito in quarta divisione (l'unica categoria della Football League in cui non aveva ancora giocato) ai Bristol Rovers, con i quali gioca 5 partite; nell'ottobre del 2003 viene richiamato dal prestito e ceduto immediatamente dopo con la medesima formula al Peterborough Utd, con cui conclude la stagione segnando 8 reti (le sue prime in carriera tra i professionisti) in 29 presenze. Già il 17 dicembre 2003 era stato inoltre ceduto a titolo definitivo allo stesso Peterborough United, con cui continua a giocare in terza divisione per altre due stagioni, ovvero fino al gennaio del 2006, quando viene ceduto al Brentford, altro club di terza divisione. Gioca con le Bees per un anno solare, durante il quale realizza 4 reti in 41 partite di campionato giocate. Gioca poi in terza divisione anche durante la seconda metà della stagione 2007-2008, nella quale mette a segno 3 gol in 15 partite con la maglia del Port Vale. Nelle ultime settimane di questa stessa stagione e nell'intera stagione 2008-2009 gioca poi in quinta divisione con lo Stevenage, con cui nella stagione 2008-2009 vince tra l'altro un FA Trophy.
Nella stagione 2009-2010 gioca ancora in quinta divisione, dividendosi tra Crawley Town e Cambridge Utd, club che lo acquista in prestito; nell'estate del 2010 scende in sesta divisione, segnandovi 20 reti in 43 partite con l'Ebbsfleet Utd, con cui vince i play-off e successivamente segna 19 reti in 43 presenze in quinta divisione durante la stagione 2011-2012. Dal 2012 al 2014 gioca invece nuovamente in sesta divisione, rispettivamente con le maglie di Dover Athletic e Boreham Wood (club che per un periodo lo cede in prestito in Isthmian League, ovvero in settima divisione, all'Harrow Borough). Gioca infine gli ultimi mesi della stagione 2013-2014 nuovamente in sesta divisione allo Staines Town, con cui trascorre in questa stessa categoria anche la prima metà della stagione 2014-2015, per poi scendere in settima divisione al Lewes. Continua a giocare in settima divisione (prima in Isthmian League e poi in Southern Football League) anche dal 2016 al 2018, rispettivamente con le maglie di Dulwich Hamlet, Merstham e Farnborough. Si ritira al termine della stagione 2018-2019, nel quale vince la Southern Counties East Football League (nona divisione) e perde la finale di FA Vase con la maglia del Cray Valley.

### Nazionale
Tra il 23 maggio ed il 19 giugno 2004 ha giocato 3 partite di nazionale, 2 delle quali in incontri di qualificazione ai Mondiali del 2006; in una di queste partite (la vittoria per 3-2 contro Barbados del 19 giugno) ha anche segnato una doppietta, per un bilancio totale (amichevoli incluse) di 3 presenze e 3 reti.

## Palmarès

### Club

#### Competizioni nazionali
- Campionato inglese di seconda divisione: 1

Fulham: 2000-2001
- FA Trophy: 1

Stevenage: 2008-2009

#### Competizioni regionali
- Southern Counties East Football League: 1

Cray Valley: 2018-2019